# 강원특별자치도영월의료원
강원특별자치도영월의료원(江原特別自治道寧越醫療院, Gangwon-do Yeongwol Medical Center)은 강원특별자치도 영월군에 위치한 강원특별자치도청 산하의 공공병원이다.

## 연혁
- 1945년 도립 영월병원 개원
- 1983년 지방공사강원도 영월의료원으로 변경
- 2006년 강원도 영월의료원으로 변경

## 진료과목
내과, 외과, 소아청소년과, 정형외과, 산부인과, 신경외과, 영상의학과, 마취통증의학과(수술실), 진단검사의학과, 응급의학과(응급실), 비뇨기과, 치과, 재활의학과

## 같이 보기
- 병원